# Cere (Žminj)
Pour les articles homonymes, voir Cere.
Cere (en italien : Cere) est une localité de Croatie située en Istrie, dans la municipalité de Žminj, dans le comitat d'Istrie. En 2001, la localité comptait 132 habitants.

## Démographie
| 1948 | 1953 | 1961 | 1971 | 1981 | 1991 | 2001 |
| ---- | ---- | ---- | ---- | ---- | ---- | ---- |
| 212  | 215  | 162  | 167  | 154  | 147  | 132  |